# Archegonium

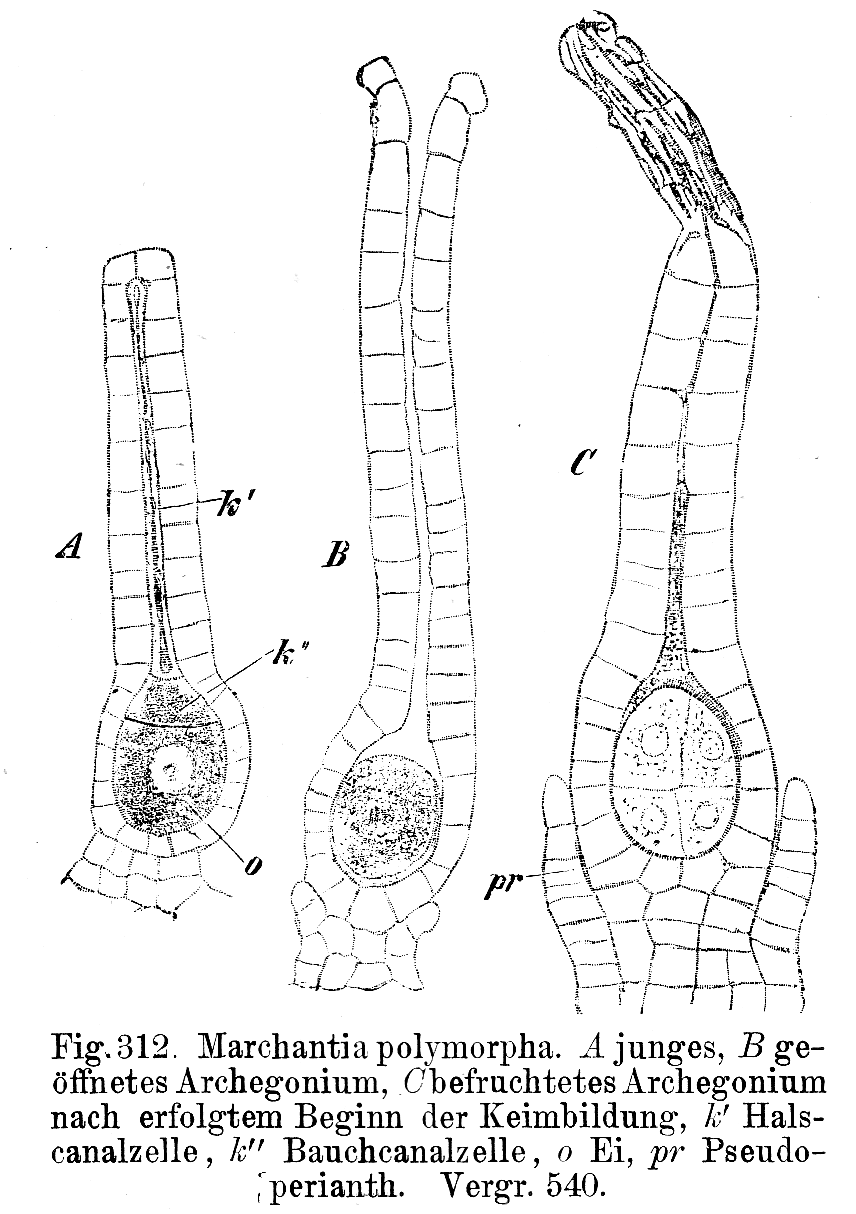
Archegonium (unreif, reif, und befruchtet) von Marchantia polymorpha.

Das Archegonium ist das weibliche Fortpflanzungsorgan (Gametangium) der Landpflanzen (der Moose, Gefäßsporenpflanzen und Nacktsamigen Pflanzen), in denen die Eizelle gebildet wird. Das männliche Gegenstück ist das Antheridium.

## Aufbau
Die Archegonien stehen an der Oberfläche des Gametophyten oder sind in diesen eingesenkt. 
In der typischen Ausprägung, bei den Moosen und Gefäßsporenpflanzen (die zusammen auch als Archegoniaten bezeichnet werden), besteht das Archegonium aus einem verdickten Bauchteil, in dem die Eizelle sitzt, und einem schlanken Halsteil. Die Wand von Bauch und Hals besteht meist aus einer Zellschicht. Im Bauchteil sitzt im Inneren eine große Zelle, die sich in die Eizelle und in die kleinere Bauchkanalzelle teilt. Nach oben schließen sich eine oder mehrere Halskanalzellen an. Bauch- und Halskanalzellen verschleimen und ermöglichen so das Eindringen der männlichen Gameten.

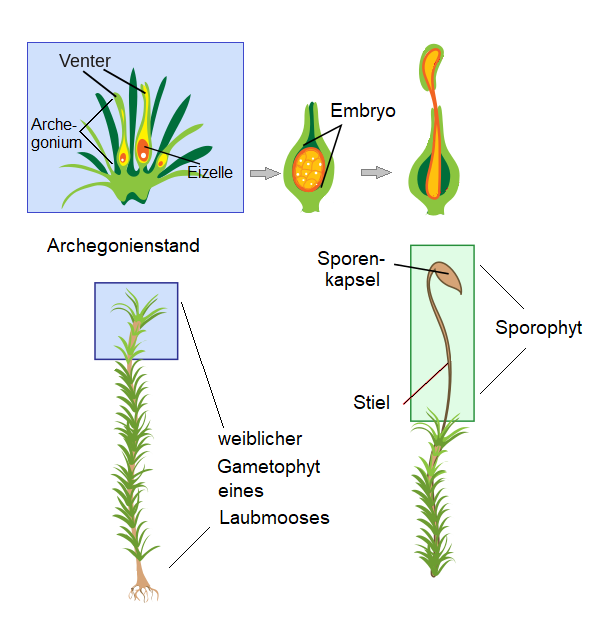

Beispielsweise bei Laubmoosen bildet sich am oberen Ende des grünen Teils einer weiblichen Moospflanze ein Archegonium, aus welchem der Sporophyt hervorwächst, der einen Stil ausbildet und oben die Mooskapsel trägt, die die Sporen enthält.
Bei den Nacktsamern sind die Archegonien reduziert, aber noch als solche erkennbar.
Bei den Bedecktsamern sind die weiblichen Gametophyten so stark reduziert, dass kein Archegonium mehr ausgebildet wird. „Es ist möglich, dass die Synergiden den Halswandzellen von Archegonien homolog sind.“

## Belege
- Peter Sitte, Elmar Weiler, Joachim W. Kadereit, Andreas Bresinsky, Christian Körner: Lehrbuch der Botanik für Hochschulen. Begründet von Eduard Strasburger. 35. Auflage. Spektrum Akademischer Verlag, Heidelberg 2002, ISBN 3-8274-1010-X.
- Gerhard Wagenitz: Wörterbuch der Botanik. Die Termini in ihrem historischen Zusammenhang. 2., erweiterte Auflage. Spektrum Akademischer Verlag, Heidelberg/Berlin 2003, ISBN 3-8274-1398-2 (Stichwort Archegonium).